# Hans Wissebach
Hans Wissebach (* 19. Oktober 1919 in Marburg; † 13. August 1983 ebenda) war ein deutscher Jurist und Politiker (CDU).

## Leben und Beruf
Nach dem Abitur 1938 leistete Wissebach zunächst Reichsarbeitsdienst, trat anschließend zum 1. November 1938 in die SS ein (SS-Nummer 363.276) und nahm von 1939 bis 1945 als Soldat am Zweiten Weltkrieg teil, zum 30. Januar 1942 wurde er zum SS-Untersturmführer befördert. Im März 1942 erlitt er eine Verwundung, an deren Folge er erblindete. Anschließend geriet er in sowjetische Gefangenschaft, aus der er im Januar 1954 entlassen wurde. Nach seiner Rückkehr aus der Kriegsgefangenschaft studierte Wissebach in Marburg Rechtswissenschaften (1. Staatsexamen 1961, 2. Staatsexamen 1965) und arbeitete anschließend als Rechtsanwalt in Marburg. Daneben fungierte er lange Zeit als Schriftführer der Hilfsgemeinschaft auf Gegenseitigkeit der Soldaten der ehemaligen Waffen-SS (HIAG).

## Politik
Wissebach war seit 1961 Mitglied der CDU. Er war von 1968 bis 1971 Ratsmitglied der Stadt Marburg. Dem Deutschen Bundestag gehörte er von 1969 bis 1976 sowie vom 15. Juni 1977, als er für den ausgeschiedenen Abgeordneten Walter Wallmann nachrückte, bis 1980 an. Er war stets über die Landesliste Hessen ins Parlament eingezogen.